# Clinton Davisson
Clinton Joseph Davisson (Bloomington, 22 de outubro de 1881 — Charlottesville, 1 de fevereiro de 1958) foi um físico estadunidense.
Recebeu em 1937 o Nobel de Física, pela verificação experimental da difração do elétron por cristais.

## Vida
Nascido em Bloomington, Illinois, Davidsson se formou na Bloomington High School, e na Universidade de Chicago. Após a recomendação de Robert A. Millikan, em 1905 Davisson foi contratado pela Universidade de Princeton como Instrutor de Física. Ele recebeu seu Ph.D. em física de Princeton em 1911. Na universidade de Princeton fez doutorado com Owen Richardson. No mesmo ano ele se casou com a irmã de Richardson, Charlotte.
Clinton Davisson e Charlotte teve quatro filhos, incluindo o físico americano Richard Davisson.

## Carreira científica
Davisson foi nomeado professor assistente no Carnegie Institute of Technology. Em 1917, ele saiu do Carnegie Institute para fazer pesquisas relacionadas à guerra com o Departamento de Engenharia da Western Electric Company (posteriormente Bell Telephone Laboratories). No final da guerra, Davisson aceitou um cargo permanente na Western Electric depois de receber garantias de sua liberdade para fazer pesquisas básicas. Ele descobriu que suas responsabilidades de ensino no Carnegie Institute o impediam de fazer pesquisas. Davisson permaneceu na Western Electric (e na Bell Telephone) até sua aposentadoria formal em 1946. Ele então aceitou a nomeação de professor pesquisador na Universidade da Virgínia isso continuou até sua segunda aposentadoria em 1954.
Difração de elétrons e o experimento Davisson-Germer
A difração é um efeito característico quando uma onda incide sobre uma abertura ou grade e está intimamente associada ao significado do próprio movimento da onda. No século XIX a difração estava bem estabelecida para luz e ondulações na superfície dos fluidos. Em 1927, enquanto trabalhava para a Bell Labs, Davisson e Lester Germer realizaram um experimento mostrando que elétrons eram difratados na superfície de um cristal de níquel. Este célebre experimento Davisson-Germer confirmou a hipótese de de Broglie de que as partículas de matéria têm uma natureza ondulatória, que é um princípio central da mecânica quântica. Em particular, sua observação de difração permitiu a primeira medição de um comprimento de onda para elétrons. O comprimento de onda medido concordou bem com a equação de de Broglie, onde é a constante de Planck e é o momento do elétron.